# Mircești, Ungheni
Mircești este un sat din componența comunei Boghenii Noi din raionul Ungheni, Republica Moldova.